# Chochołowe Skały
Chochołowe Skały – grupa skał w Dolinie Szklarki na Wyżynie Olkuskiej. Znajdują się na orograficznie prawym zboczu tej doliny, na szczycie grzbietu oddzielającego dwie boczne dolinki będące odnogami Doliny Szklarki. Pod względem administracyjnym należą do miejscowości Szklary, w odległości około 3 km na południe od szosy z Krakowa do Olkusza. Są rozpoznawalne z daleka, gdyż ich wapienne ściany wznoszą się ponad lasem, a na jednej z nich znajduje się krzyż. Z daleka wyglądają jak skalny mur.
Chochołowe Skały tworzą przebiegającą mniej więcej równoleżnikowo skalną grań o długości prawie 200 m. Na wschodnią stronę opadają połogimi, pionowymi lub przewieszonymi ścianami o wysokości do 18 m. Są w nich filary, kominy, zacięcia i uprawiana jest na nich wspinaczka skalna. Na ich wschodnich i południowo-wschodnich ścianach jest 61 dróg wspinaczkowych o trudności od III do VI.5 w skali krakowskiej. Większość ma zamontowane punkty asekuracyjne – głównie ringi, czasami spity lub haki i stanowiska zjazdowe (stan na maj 2019 r.). W kolejności od południa na północ wspinacze wyróżniają w nich następujące formacje skalne:
- Baraszki. Grupa filarków rozdzielona rysami. Ściana wschodnia o wysokości do 12 m, północna do 10 m, i południowa do 10 m.  17 dróg wspinaczkowych o trudności od III do V.2+,
- Krzyżowa. Skała, na szczycie której zamontowano metalowy krzyż. Posiada ostry filar i dwie ściany o wysokości do 18 m. 12 dróg od III do VI-,
- Chochoły – mur skalny łączący Krzyżową z Graficzną Basztą,
- Graficzna Baszta – wybitna baszta znajdująca się za Kominem Kominiarza. Wznosi się powyżej wąskiej i eksponowanej półki. Po prawej stronie Graficznej Baszty skalny mur stopniowo obniża się kończąc się w stromym zboczu. 12 dróg od IV do VI.5,
- Omszała Turniczka – turnia na północ od Krzyżowej, połączona krótką granią z Fujarkami. 4 drogi od IV do VI.1+,
- Fujarki – postrzępiona turnia o wysokości do 10 m. 7 dróg od III+ do VI.1,
- Mur Ogrodników. Mur skalny na północnym końcu Chochołowych Skał. Wspinacze wspinają się tylko w jego lewej części. 7 dróg od III+ do VI.3[2]

Chochołowe Skały znajdują się na terenie prywatnym. Wspinaczka możliwa przy zachowaniu warunków ustalonych z właścicielami działek.
W Chochołowych Skałach znajdują się dwa niewielkie schroniska: Szczelina w Chochołowych Skałach Pierwsza, Szczelina w Chochołowych Skałach Druga. Więcej jaskiń i schronisk znajduje się w niewielkiej odległości od Chochołowych Skał, w ich południowo-zachodnim, porośniętym lasem zboczu opadającym do głównego ciągu Doliny Szklarki.

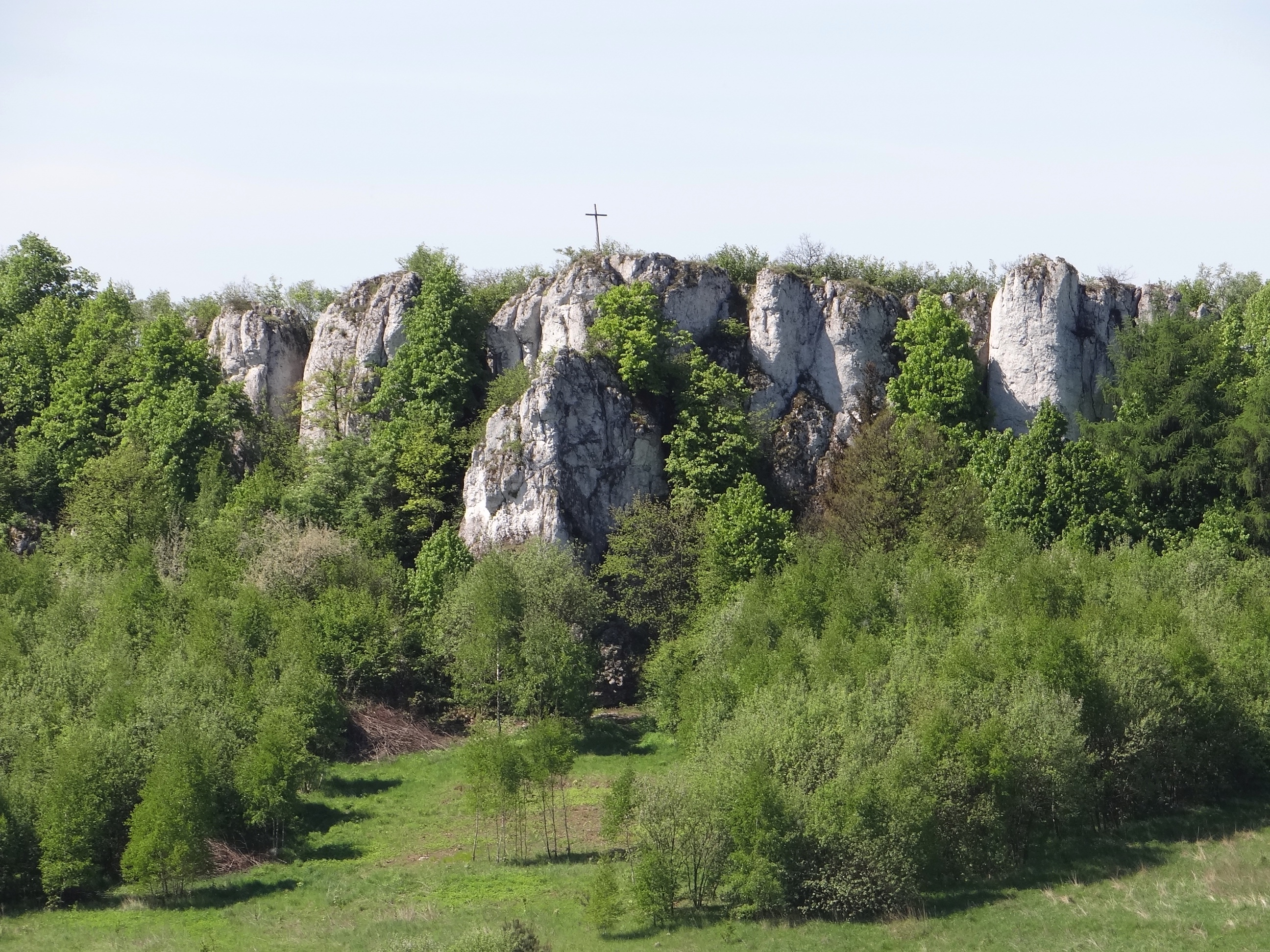
Chochołowe Skały
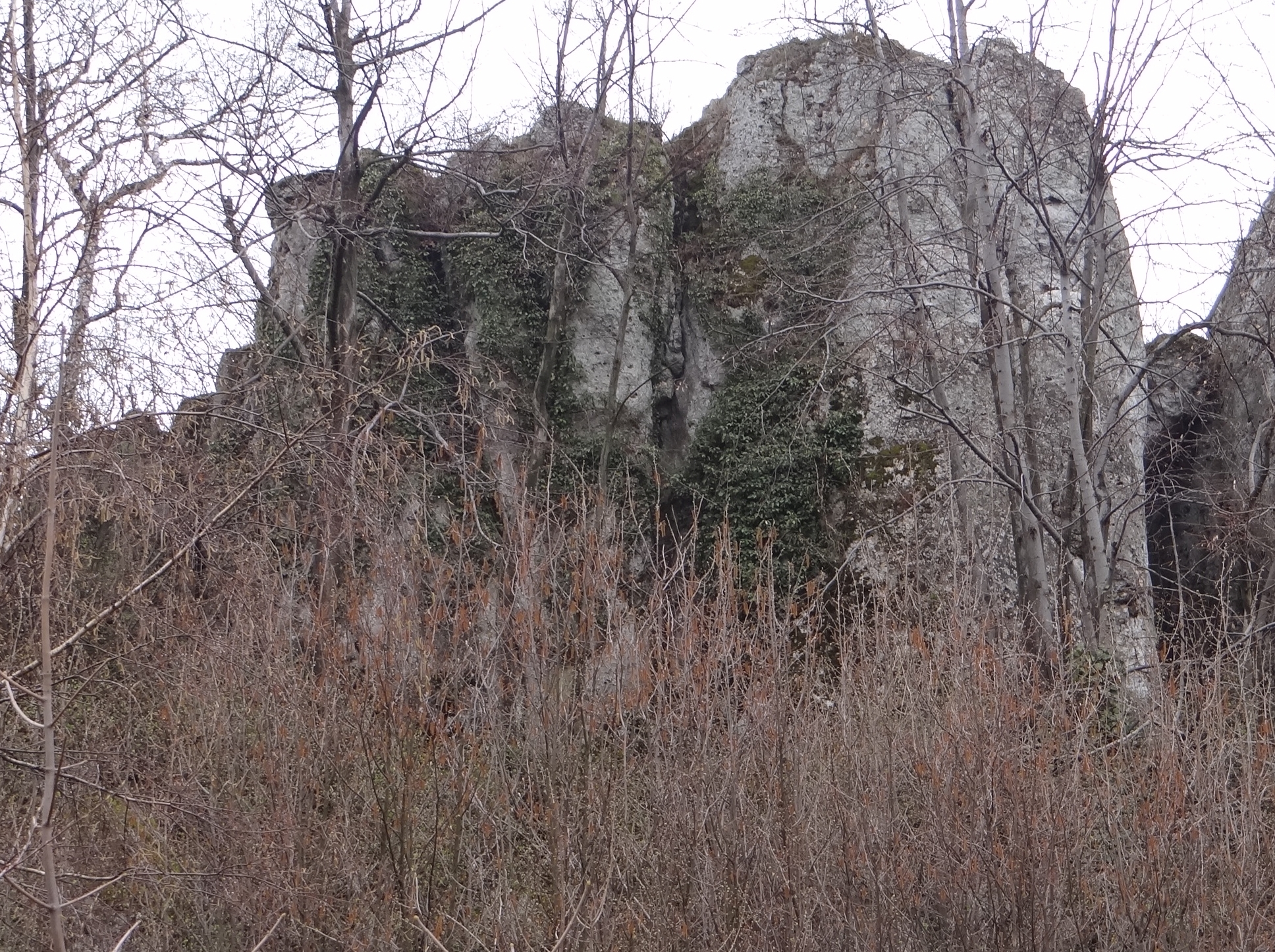
Baraszki
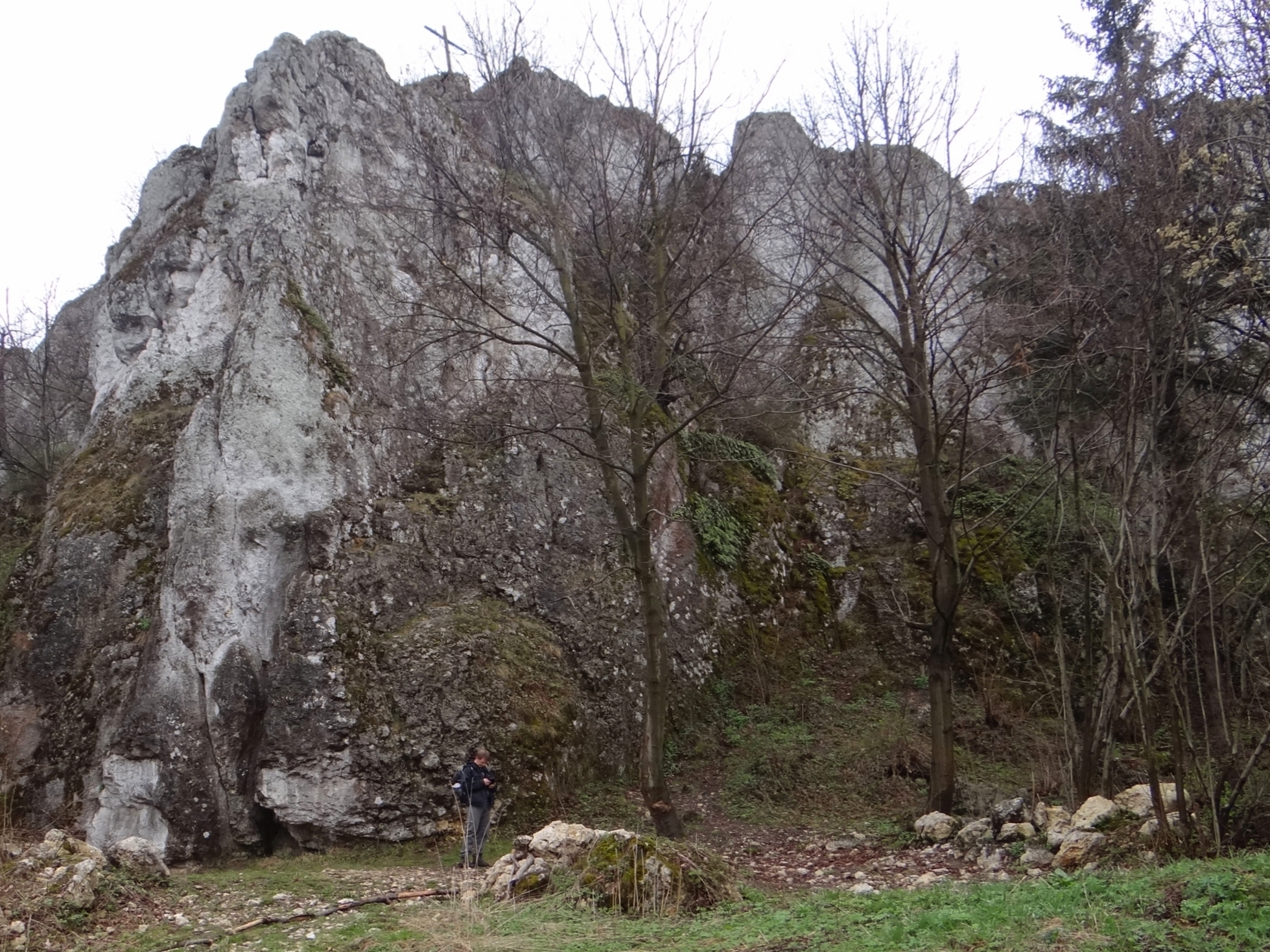
Krzyżowa i Chochoły
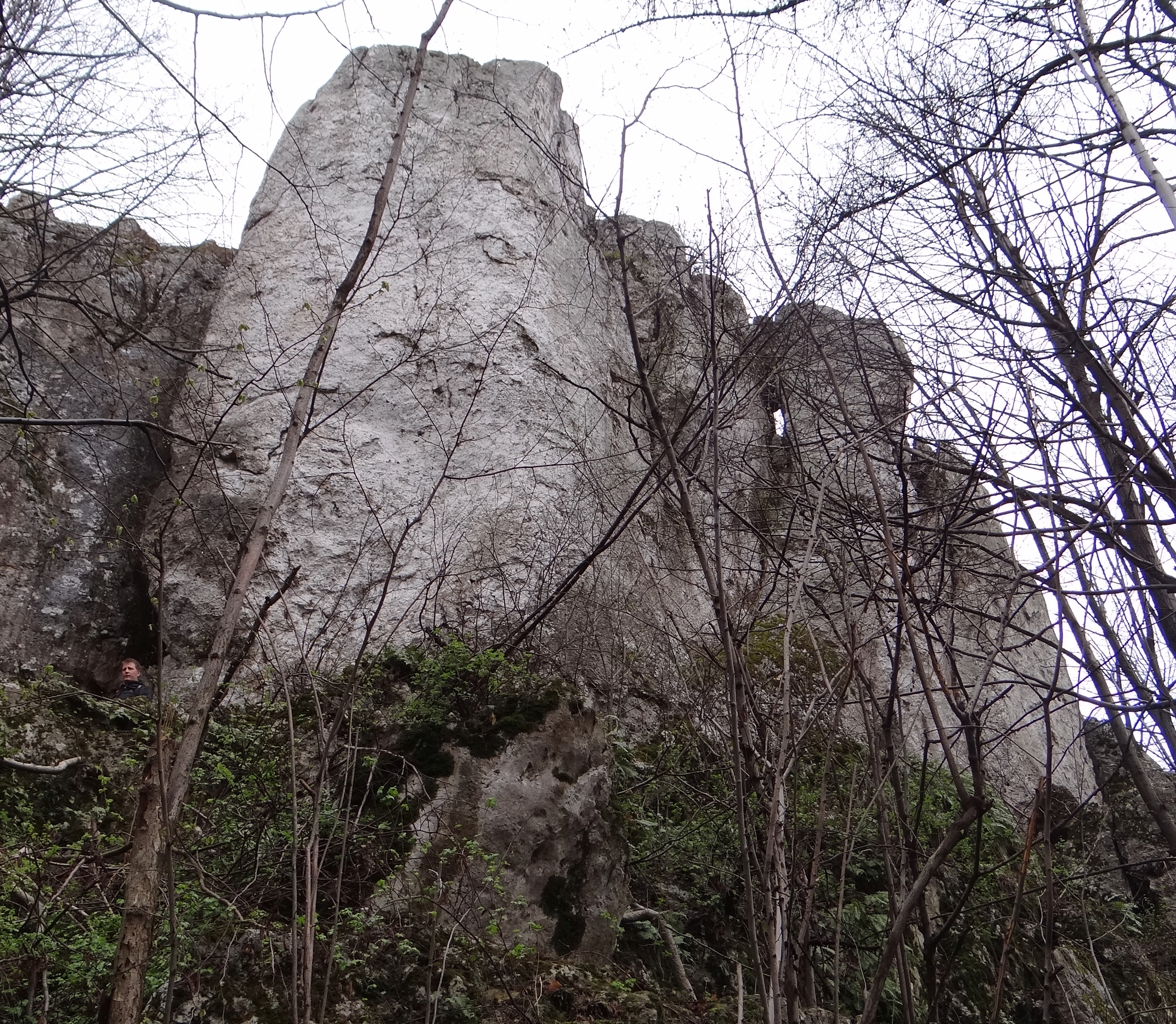
Graficzna Baszta
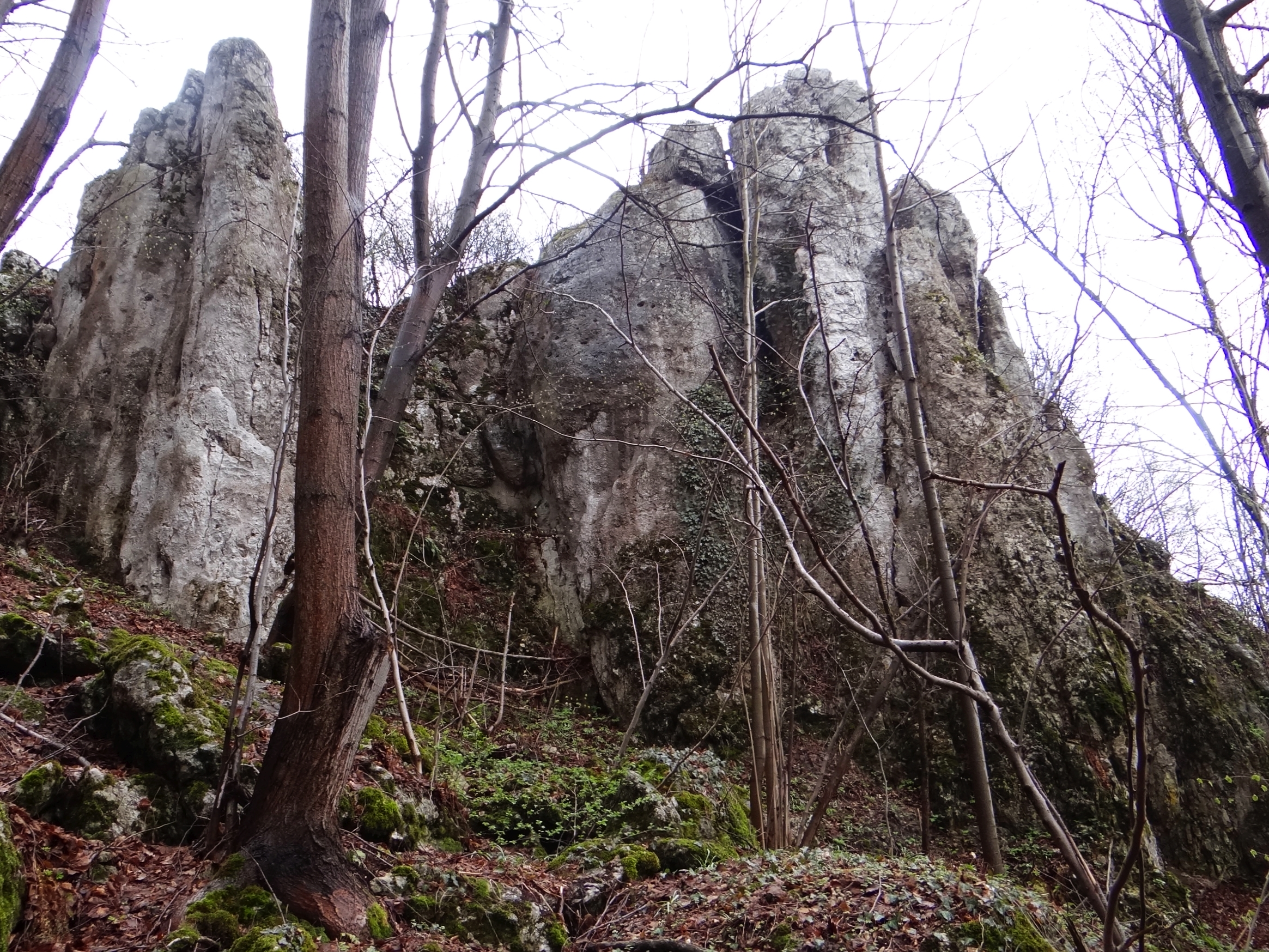
Fujarki i Omszała Turniczka
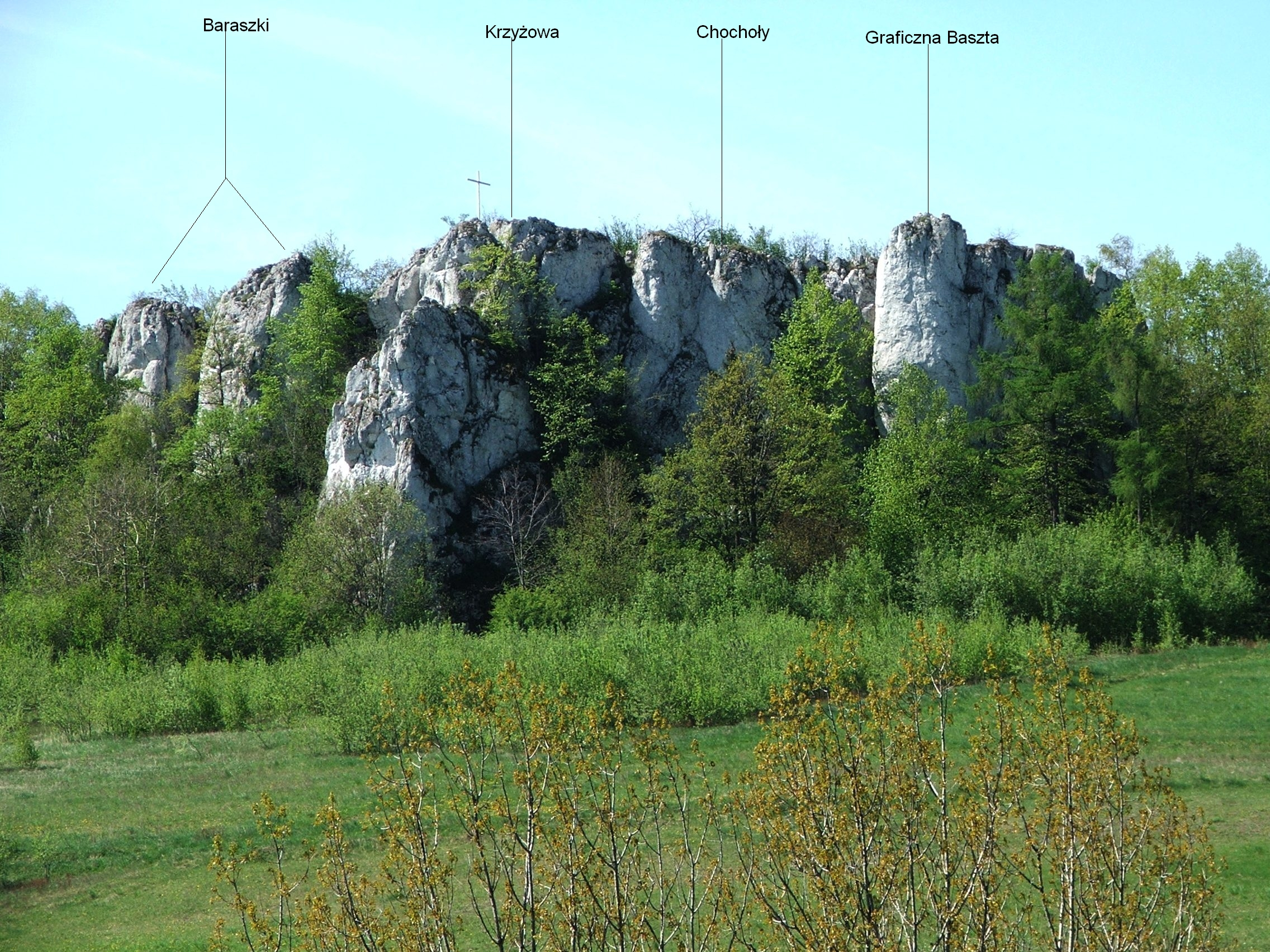